# Teatro romano di Helvia Recina
Il teatro romano di Helvia Recina si trova sulla piana su cui si estende l'attuale frazione di Villa Potenza, oggi è una zona residenziale, ma in passato fu occupata dalla città di Helvia Recina, della quale rimangono evidenti tracce archeologiche.

## Storia

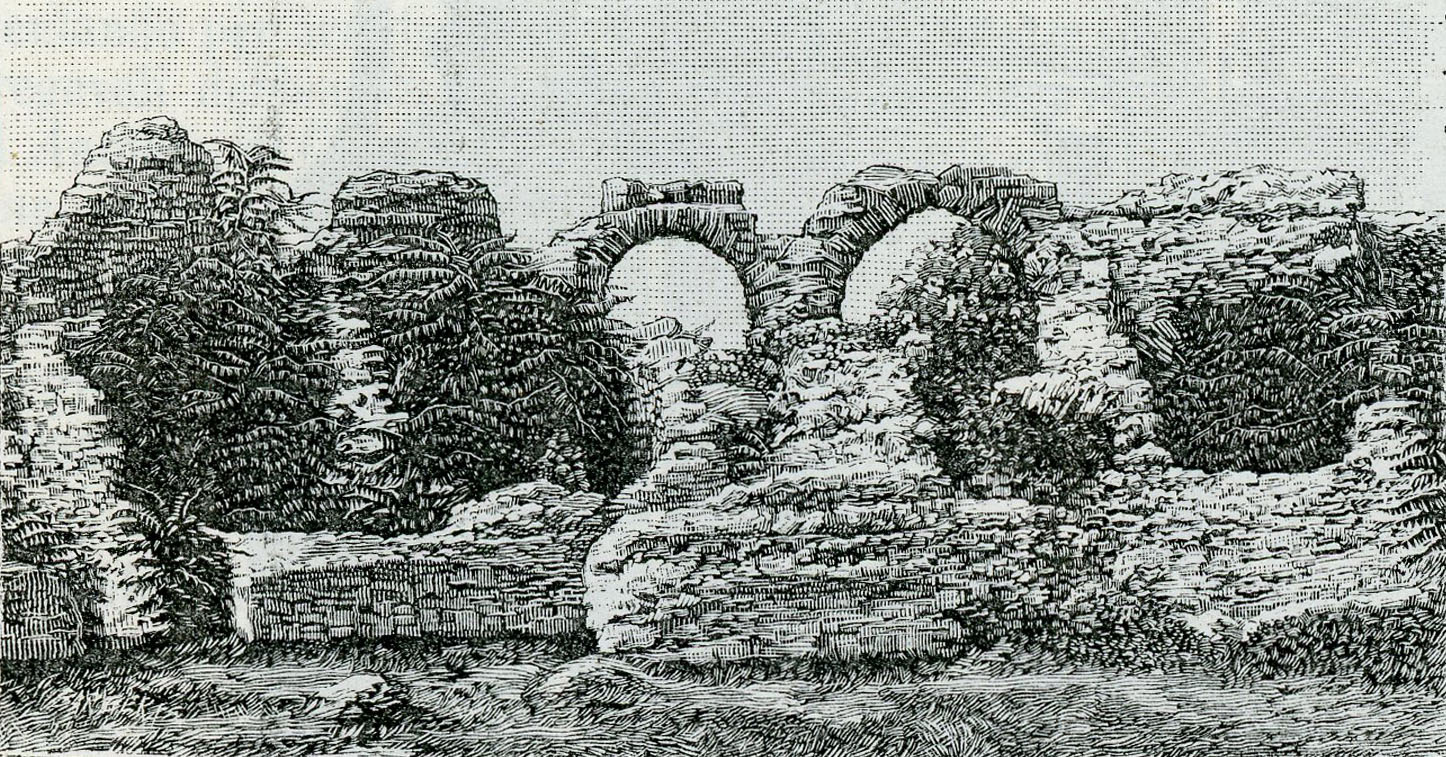
Avanzi del Teatro dell’antica Helvia Ricina in una xilografia del 1898.

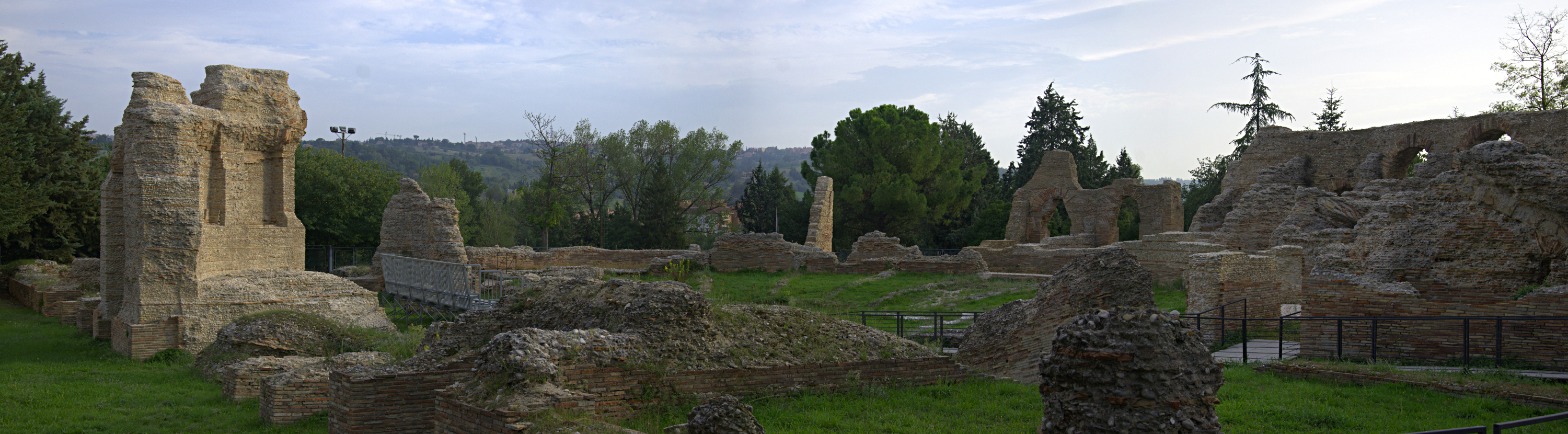
Teatro dell’antica Helvia Ricina in uno scatto fotografico effettuato durante Wiki Loves Monuments 2012.

Il teatro romano è sicuramente l’edificio monumentale meglio conservato della città, già noto in epoca rinascimentale tanto che Antonio da Sangallo il Giovane ne realizzò un primo rilievo conservato agli Uffizi. Questa sua visibilità non lo risparmiò dal diventare cava di materiale da costruzione anche in epoca moderna dato che ancora nel corso del XIX secolo fu oggetto di spoliazioni (anche per costruire l’attuale ponte sul Potenza) fino all’ avvio di scavi ed indagini scientifiche. Fu interamente costruito in area pianeggiante senza quindi nessun appoggio a pendi naturali: realizzato in opus testaceum, il monumento era largo m 75,45 e lungo m 62,55 nel punto di massima estensione; presenta una cavea elevata artificialmente su terreno pianeggiante; con molta probabilità doveva avere un’altezza intorno a m 17 e si conserva attualmente per un’altezza di circa 7 m. 
L’edificazione del teatro è cronologicamente inquadrabile in arco temporale che và dalla prima metà del I secolo d.c., dopo la fine dell’età di Augusto, mentre probabilmente in età severiana, in parallelo con la deduzione della colonia di Helvia Ricina Pertinax, furono avviati una serie di lavori di restauro e rifacimento dell’edificio stesso, come testimoniano alcuni elementi architettonici in marmo in parte esposti in situ.
Le successive vicende che lo hanno interessato nel corso dei secoli, dovute in parte all’ azione distruttiva dell’uomo, in parte ai fenomeni atmosferici, hanno causato la perdita di dati importanti per la comprensione della sua struttura.

### Nuovo millennio
Seguendo l'esempio di altri teatri antichi come quello di Pompei, Ostia o Falerone anche il teatro di Helvia Recina, su impulso del comune di macerata, dalla seconda decade degli anni 2000 ha cominciato ad essere nuovamente usato come luogo di produzione artistica oltre che come sito archeologico. Nel 2011 per la prima volta la stagione lirica organizzata dallo Sferisterio Opera Festival ha previsto un concerto lirico dedicato al 150 anniversario dell’Unità d’Italia, inserito nel cartellone della 47° Stagione Lirica “Libertà e Destino”, nel teatro romano. Tale iniziativa è poi continuata nel 2012 ed anche negli anni successivi all'interno della rassegna TAU (Teatri Antichi Uniti).
A partire dal 2021 è stato implementato dal comune di Macerata un progetto di realtà aumentatafrutto della collaborazione tra l’Università Politecnica delle Marche per la parte tecnologica e l’Università di Macerata per la parte di archeologia. Il video con la ricostruzione in tre dimensioni del teatro è stato premiato al F@imp 2.0, il Festival of Audiovisual International Multimedia Patrimony nella categoria “Realtà aumentate e virtuale”. L’esperienza di realtà virtuale e aumentata è stata resa fruibile nell'area archeologica del teatro di Helvia Recina, che presenta ora un allestimento rinnovato e accessibile anche a persone con disabilità.

## Architettura

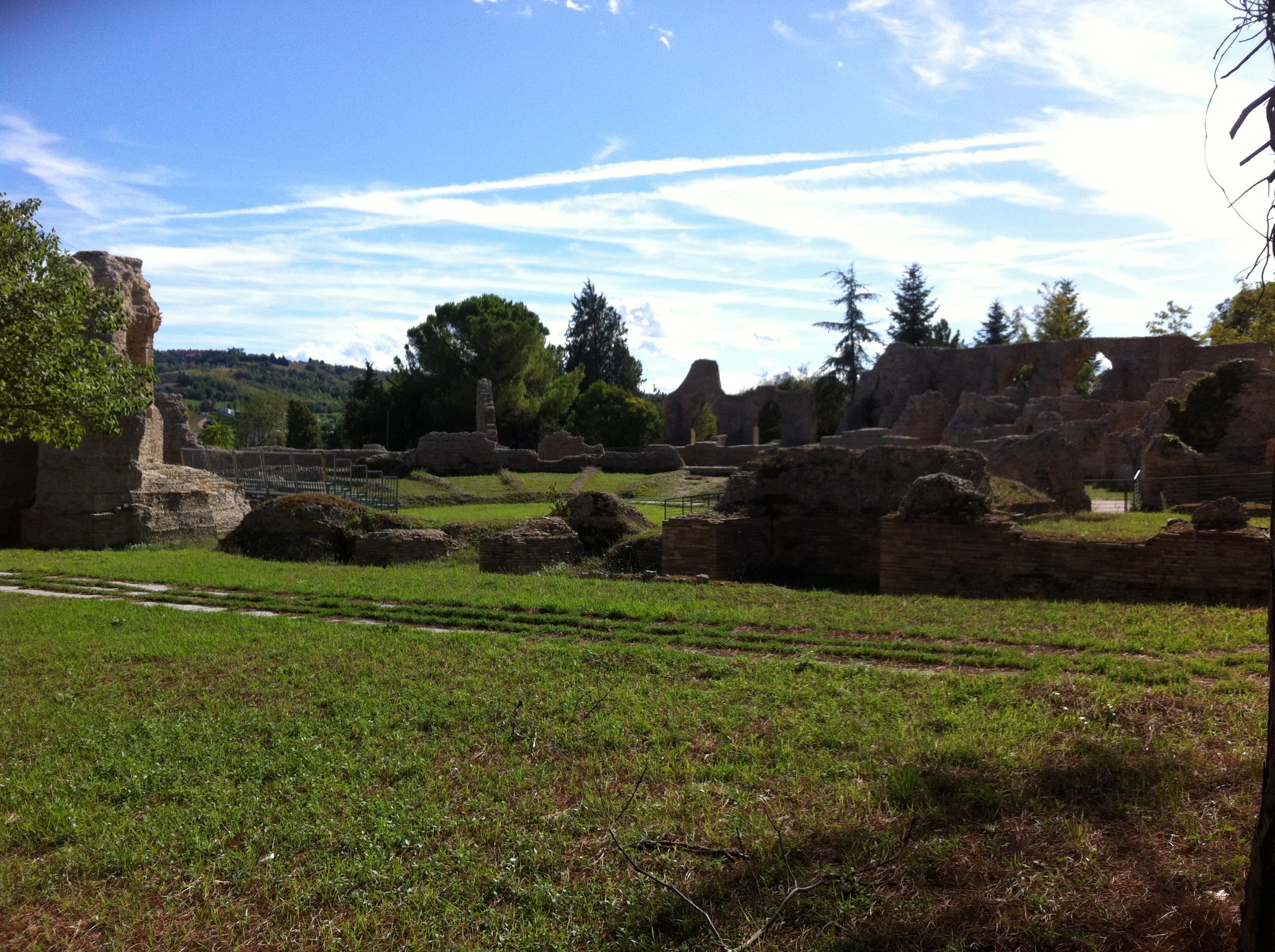
Teatro dell’antica Helvia Ricina in uno scatto fotografico effettuato durante Wiki Loves Monuments 2017.

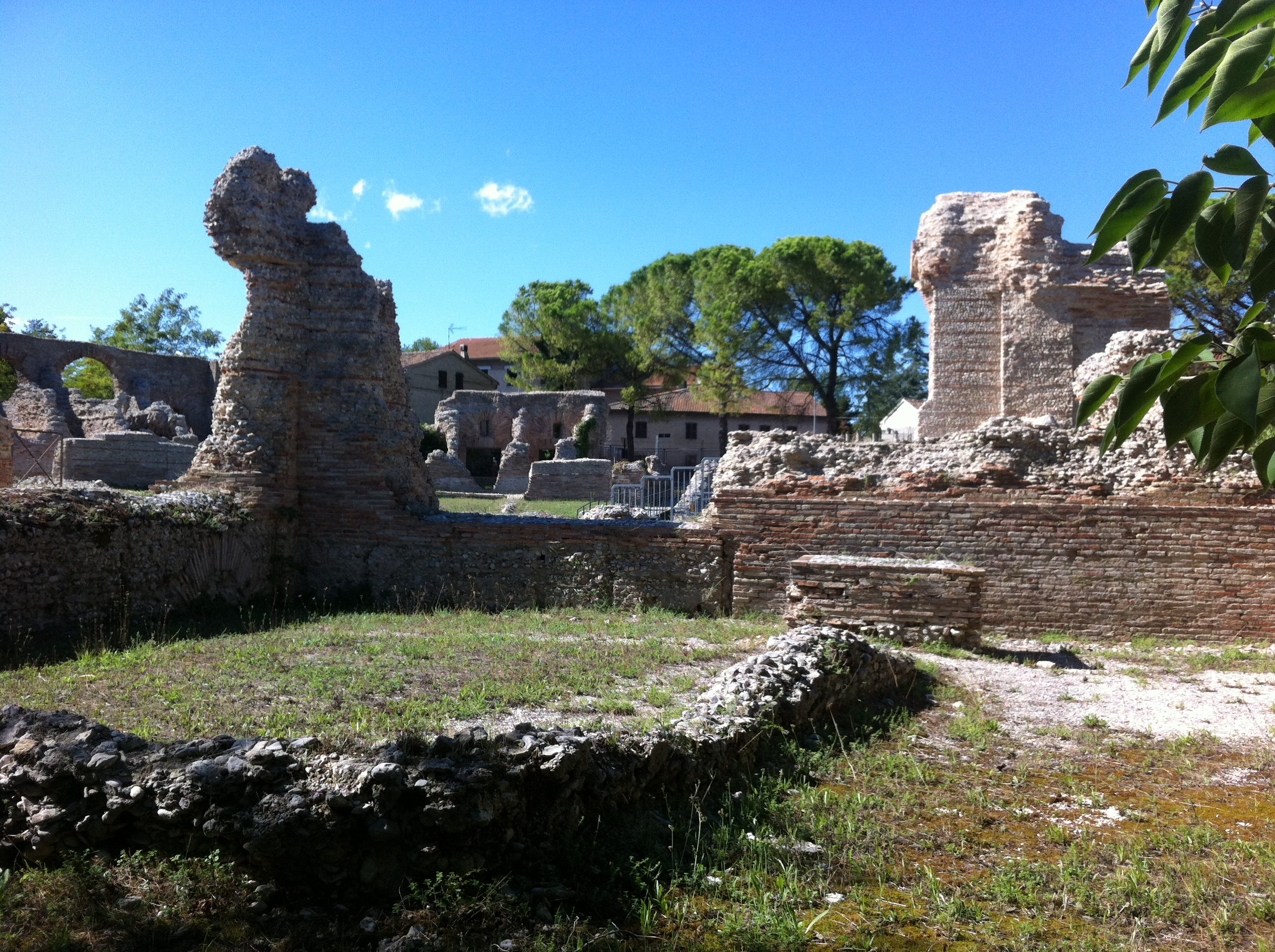
Teatro dell’antica Helvia Ricina in uno scatto fotografico effettuato durante Wiki Loves Monuments 2017.

La cavea era divisa dalla "praecintio" da due ordini di gradinate: quella inferiore alla quale si accedeva attraverso cinque fornici, la superiore veniva raggiunta attraverso sei fornici. Dodici porte architravate permettevano di accedere agli ambienti di servizio, posti nei sottoscala della gradinata superiore, mentre tutto l’edificio era circondato da un portico largo m 2,7, di cui rimangono solo alcune basi dei pilastri su cui si appoggiavano semicolonne.
All’orchestra, che aveva un diametro di m 20,6, si accedeva attraverso due "aditus" che separavano la cavea stessa dal pulpitum della scaena e dai due "parascaenia": gli "aditus", sopra i quali si situavano i "tribunalia", erano decorati con pilastri incavati. All'interno dell'emiciclio dell’orchestra era sistemato anche il primo ordine di gradini destinato alle autorità: una notizia ricorda che il pavimento era rivestito in mosaico.
L’edificio scenico, di forma rettangolare, era lungo m 40,4, il palcoscenico aveva una larghezza di m 6; a m 12,4 dal fondo dell’esedra centrale il pulpitum conserva ancora alcuni dei pozzetti quadrati utilizzati per sostenere l’auleum. Il muro della "frons scaenae" presenta tracce degli incassi delle travi che sorreggevano il piano ligneo del palcoscenico, a ca m 1,5 dal piano dell’orchestra. La scaenae frons, in buono stato di conservazione, di cui alcuni frammenti della decorazione sono tuttora visibili nei materiali crollati ora presenti in situ.
Presentava inoltre la porta regia caratterizzata da un’esedra semicircolare, mentre le hospitales erano inquadrate da nicchie rettangolari – in un caso ancora visibili –, pavimentate con pianelle e decorate nella parte superiore da una serie di nicchie rettangolari. Grazie soprattutto alle descrizioni degli autori ottocenteschi riusciamo a definire una scaenae frons su due ordini, mossa da colonne che incorniciavano le nicchie, con incassi destinati forse a contenere bassorilievi e nicchie racchiuse fra colonne che decoravano due avancorpi ai lati della porta regia; solo in alcuni casi il tutto era rivestito di crustae marmoree.
La parete posteriore era formata da un prospetto architettonico ripartito su nove nicchie, tre della quali inquadrano le porte, tanto imponente da far ipotizzare che il postscaenium, che ne copre la visuale, sia un’aggiunta posteriore. Quest’ultimo si configura come un ambiente rettangolare, lungo m 49 e largo da m 5 a 7,5, stretto fra il muro posteriore ed un muro alto attualmente m 9. Ai lati della scaena e comunicanti con essa, si trovano infine i due grandi ambienti quadrati dei parascaenia, che prospettano con ogni probablità sul postscaenium attraverso una serie di pilastri.